# Aqours
Aqours(아쿠아)는 러브 라이브! 선샤인!!에 등장하는 가공의 스쿨 아이돌 그룹이며, 캐릭터의 목소리를 연기하는 성우들에 의한 실제 9인조 여성 성우 유닛의 이름이다.

## 개요
우라노호시 여학원에서 결성된 스쿨 아이돌 그룹으로, 2015년 6월 28일에 유닛 이름이 발표되었다.

## 구성원
아쿠아는 뮤즈와 마찬가지로 9명으로 구성되어 있으며, 리더는 타카미 치카 (CV.이나미 안쥬)이다.

## 작중 설정

### 타카미 치카
- CV: 이나미 안쥬
- 이미지 컬러:      귤색

본작의 주인공으로, 아쿠아의 리더. 고등학교 2학년으로, 일인칭은 ‘와타시’ 혹은 ‘치카’이다.

### 사쿠라우치 리코
- CV: 아이다 리카코
- 이미지 컬러:      사쿠라 핑크

### 마츠우라 카난
- CV: 스와 나나카
- 이미지 컬러:      에메랄드 그린

### 쿠로사와 다이아
- CV: 코미야 아리사
- 이미지 컬러:      빨강

### 와타나베 요우
- CV: 사이토 슈카
- 이미지 컬러:      물색

### 츠시마 요시코
- CV: 코바야시 아이카
- 이미지 컬러:      하양

### 쿠니키다 하나마루
- CV: 타카츠키 카나코
- 이미지 컬러:      노랑

### 오하라 마리
- CV: 스즈키 아이나
- 이미지 컬러:      보라

### 쿠로사와 루비
- CV: 후리하타 아이
- 이미지 컬러:      분홍

### 내용주
1. ↑  간혹 아쿠아즈, 아쿼스로 표기하는 경우도 있지만, 이는 잘못된 표기이다.